# Biwa
Biwa (琵琶) é um instrumento de cordas japonês com o corpo gargalo curto, com trastos de alaúde. A biwa é o instrumento escolhido por Benten, Deusa da música, da eloquência, da poesia, e da educação no xintoísmo japonês.

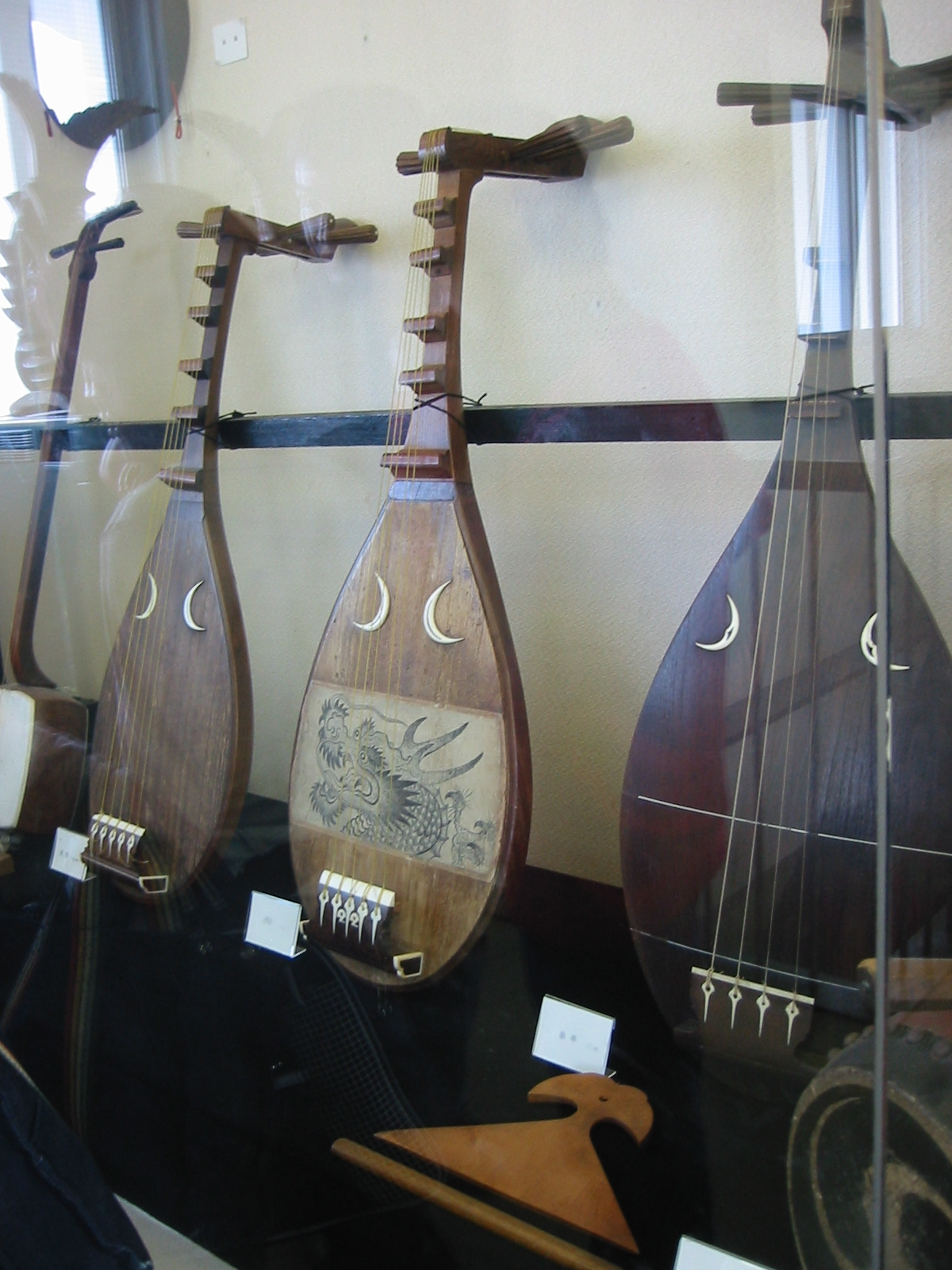
Biwa

## História
A biwa provém de um alaúde chinês chamado Pipa, que por sua vez decorre de um instrumento persa do Oriente Médio chamado Barbat. No Japão a biwa chegou da China durante o Período Nara (710-759 dC). Cinco instrumentos daquele tempo são mantidos na Shōsōin, a Casa do Tesouro Nacional do Japão. Um deles, uma rara, de cinco cordas gogenbiwa (五玄琵琶).
Este instrumento é literalmente um do seu género na Ásia, sendo o único preservado a partir do período, apesar de instrumentos similares são fabricadas em pequenos números de hoje. A reprodução da biwa quase se extinguiu durante o Período Meiji, quando a música ocidental e os seus instrumentos se tornaram populares.

## Tipos de biwa

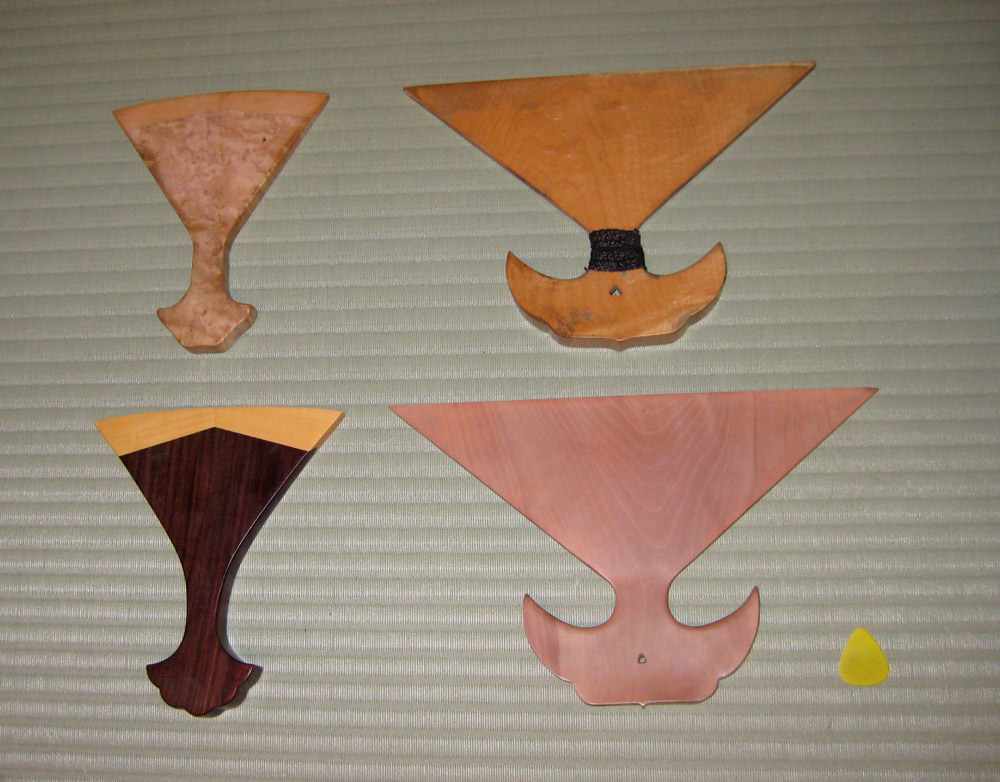
Palhetas da Biwa

Existem sete tipos de biwa, divididas pelo número de cordas, sons que podem produzir e utilização.

## Biwa Clássica
- Biwa Gagaku (雅楽琵琶) - Uma grande e pesada biwa com quatro cordas e quatro trastes utilizada exclusivamente para gagaku. Ela produz distintivo Ichikotsuchō (壱越调) e Hyōjō (平调).Seu som é de construção,podendo começar.As cordas são feitas de seda ferida. As notas são ajustados para o som afinação, a afinação é lá-mi-lá-ré para a biwa tradicional e sol-sol-dó-sol, entre muitas outras afinações.

O mais destacado no século XX em relação a biwa satsumas foi a performance de Tsuruta Kinshi, que desenvolveu sua própria versão do instrumento, que ela chamou a biwa Tsuruta. Esta biwa geralmente tem cinco cordas e cinco ou mais trastes, e a construção das trastes pode variar um pouco. Ueda Junko e Tanaka Yukio, dois dos melhores alunos da Tsuruta, continuaram a tradição moderno da biwa satsumas .

## Biwa moderna
- Biwa Chikuzen  (筑前琵琶) - Uma biwa com quatro cordas e trastes quatro ou cinco cordas e cinco trastes popularizado no período Meiji por Tachibana Satosada. A maioria dos artistas contemporâneos utilizam a versão de cinco cordas. Sua plenitude é muito menor do que a da biwa satsumas, geralmente cerca de 13 cm de largura, embora o seu tamanho, forma e peso dependa do sexo da pessoa que está tocando. A plenitude normalmente é feita a partir de rosa com marfim  depena das cordas. O próprio instrumento varia também em tamanho, dependendo do tocador.Masculino a biwa e utilizada com o som ligeiramente mais amplo ou de mais longo do que os usados por mulheres ou crianças.O corpo do instrumento é nunca atingiu a plenitude durante o canto, e os cinco instrumento de cordas são tocados na posição vertical, ao passo que as quatro cordas são de lado. A afinação das quatro cordas é sol-mi-fá sustenido-sol e os cinco instrumento de cordas é afinado C, G, C, d, g ou E, B, E, F-acentuado, b. Asahikai e são Tachibanakai duas escolas de biwa chikuzen. Popularmente usada pelos tocadores do sexo feminino como a biwa Uehara mari.

- Biwa Nishiki  (錦琵琶) - Uma moderna biwa com cinco cordas e cinco trastes popularizado por Suitō Kinjō. Sua plenitude é o mesmo que o utilizado para a biwa satsumas. A sua afinação é dó-sol-dó-sol-sol.

## Professor
Suda Seishu (须田诚舟)

## Uso em música popular
A biwa tem sido pouco utilizada na música popular. Dois exemplos de bandas que utilizam o instrumento são a banda de rock progressivo japonês Paikappu, da década de 1980, e o grupo de música pop japonesa rin', desde 2003.